# Код Хэмминга
Код Хэ́мминга — самоконтролирующийся и самокорректирующийся код. Построен применительно к двоичной системе счисления.
Позволяет исправлять одиночную ошибку (ошибка в одном бите слова) и находить двойную.
Назван в честь американского математика Ричарда Хэмминга, предложившего код.

## История
В середине 1940-х годов в лаборатории фирмы Белл была создана счётная машина Bell Model V. Это была электромеханическая машина, использующая релейные блоки, скорость которых была очень низка: одна операция за несколько секунд. Данные вводились в машину с помощью перфокарт с ненадёжными устройствами чтения, поэтому в процессе чтения часто происходили ошибки. В рабочие дни использовались специальные коды, чтобы обнаруживать и исправлять найденные ошибки, при этом оператор узнавал об ошибке по свечению лампочек, исправлял и снова запускал машину. В выходные дни, когда не было операторов, при возникновении ошибки машина автоматически выходила из программы и запускала другую.
Хэмминг часто работал в выходные дни и всё больше раздражался, так как должен был перезагружать свою программу из-за ненадёжности считывателя перфокарт. На протяжении нескольких лет он искал эффективный алгоритм исправления ошибок. В 1950 году он опубликовал способ кодирования, который известен как код Хэмминга.

## Систематические коды
Систематические коды образуют большую группу из блочных, разделимых кодов (в которых все символы слова можно разделить на проверочные и информационные). Особенностью систематических кодов является то, что проверочные символы образуются в результате линейных логических операций над информационными символами. Кроме того, любая разрешенная кодовая комбинация может быть получена в результате линейных операций над набором линейно независимых кодовых комбинаций.

## Самоконтролирующиеся коды
Коды Хэмминга являются самоконтролирующимися кодами, то есть кодами, позволяющими автоматически обнаруживать ошибки при передаче данных. Для их построения достаточно приписать к каждому слову один добавочный (контрольный) двоичный разряд и выбрать цифру этого разряда так, чтобы общее количество единиц в изображении любого числа было, например, нечётным. Одиночная ошибка в каком-либо разряде передаваемого слова (в том числе, может быть, и в контрольном разряде) изменит чётность общего количества единиц. Счётчики по модулю 2, подсчитывающие количество единиц, которые содержатся среди двоичных цифр числа, дают сигнал о наличии ошибок. При этом невозможно узнать, в какой именно позиции слова произошла ошибка, и, следовательно, нет возможности исправить её. Остаются незамеченными также ошибки, возникающие одновременно в двух, четырёх, и т. д. — в чётном количестве разрядов. Предполагается, что двойные, а тем более многократные ошибки маловероятны.

## Самокорректирующиеся коды
Коды, в которых возможно автоматическое исправление ошибок, называются самокорректирующимися. Для построения самокорректирующегося кода, рассчитанного на исправление одиночных ошибок, одного контрольного разряда недостаточно. Как видно из дальнейшего, количество контрольных разрядов {\displaystyle k} должно быть выбрано так, чтобы удовлетворялось неравенство {\displaystyle 2^{k}\geq k+m+1} или {\displaystyle k\geq \log _{2}(k+m+1)}, где {\displaystyle m} — количество информационных двоичных разрядов кодового слова. Минимальные значения k при заданных значениях m, найденные в соответствии с этим неравенством, приведены в таблице.
| Диапазон m | kmin |
| ---------- | ---- |
| 1          | 2    |
| 2-4        | 3    |
| 5-11       | 4    |
| 12-26      | 5    |
| 27-57      | 6    |

Наибольший интерес представляют двоичные блочные корректирующие коды. При использовании таких кодов информация передаётся в виде блоков одинаковой длины, и каждый блок кодируется и декодируется независимо от другого. Почти во всех блочных кодах символы можно разделить на информационные и проверочные или контрольные. Таким образом, все слова разделяются на разрешённые (для которых соотношение информационных и проверочных символов возможно) и запрещённые.
Основные характеристики самокорректирующихся кодов:
1. Число разрешённых и запрещённых комбинаций. Если {\displaystyle n} — число символов в блоке, {\displaystyle r} — число проверочных символов в блоке, {\displaystyle k} — число информационных символов, то {\displaystyle 2^{n}} — число возможных кодовых комбинаций, {\displaystyle 2^{k}} — число разрешённых кодовых комбинаций, {\displaystyle 2^{n}-2^{k}} — число запрещённых комбинаций.
2. Избыточность кода. Величину {\displaystyle {\tfrac {r}{n}}} называют избыточностью корректирующего кода.
3. Минимальное кодовое расстояние. Минимальным кодовым расстоянием {\displaystyle d} называется минимальное число искажённых символов, необходимое для перехода одной разрешённой комбинации в другую.
4. Число обнаруживаемых и исправляемых ошибок. Если {\displaystyle g} — количество ошибок, которое код способен исправить, то необходимо и достаточно, чтобы {\displaystyle d\geq 2g+1}
5. Корректирующие возможности кодов.

Граница Плоткина даёт верхнюю границу кодового расстояния:
{\displaystyle d\leqslant {\tfrac {n\cdot 2^{k-1}}{2^{k}-1}},}
или:
{\displaystyle r\geq 2\cdot (d-1)-\log _{2}d} при {\displaystyle n\geq 2\cdot d-1.}
Граница Хэмминга устанавливает максимально возможное число разрешённых кодовых комбинаций:
{\displaystyle 2^{k}\leq {2^{n}}/\sum _{i=0}^{\tfrac {d-1}{2}}C_{n}^{i},}
где {\displaystyle C_{n}^{i}} — число сочетаний из {\displaystyle n} элементов по {\displaystyle i} элементам. Отсюда можно получить выражение для оценки числа проверочных символов:
{\displaystyle r\geq \log _{2}\left(\sum _{i=0}^{(d-1)/2}C_{n}^{i}\right).}
Для значений {\displaystyle (d/n)\leq 0{,}3} разница между границей Хэмминга и границей Плоткина невелика.
Граница Варшамова — Гилберта для больших n определяет нижнюю границу числа проверочных символов:
{\displaystyle r\geq \log _{2}\left(\sum _{i=0}^{d-2}C_{n-1}^{i}\right).}
Все вышеперечисленные оценки дают представление о верхней границе {\displaystyle d} при фиксированных {\displaystyle n} и {\displaystyle k} или оценку снизу числа проверочных символов.

## Код Хэмминга
Построение кодов Хэмминга основано на принципе проверки на чётность числа единичных символов: к последовательности добавляется такой элемент, чтобы число единичных символов в получившейся последовательности было чётным:
{\displaystyle r_{1}=i_{1}\oplus i_{2}\oplus ...\oplus i_{k}.}
Знак {\displaystyle \oplus } здесь означает сложение по модулю 2:
{\displaystyle S=i_{1}\oplus i_{2}\oplus ...\oplus i_{n}\oplus r_{1}.}
Если {\displaystyle S=0} — то ошибки нет, если {\displaystyle S=1} — то однократная ошибка.
Такой код называется {\displaystyle (k+1,\ k)} или {\displaystyle (n,\ n-1)}. Первое число — количество элементов последовательности, второе — количество информационных символов.
Для каждого числа проверочных символов {\displaystyle r=3,\ 4,\ 5\ ...} существует классический код Хэмминга с маркировкой:
{\displaystyle (n,k)=(2^{r}-1,2^{r}-1-r),} то есть — {\displaystyle (7,4),(15,11),(31,26)}.
При иных значениях {\displaystyle k} получается так называемый усечённый код — например, телеграфный код Бодо, у которого {\displaystyle k=5}. Для него необходим код Хэмминга {\displaystyle (9,\ 5),} который является усечённым от классического {\displaystyle (15,\ 11).}
Для примера рассмотрим классический код Хэмминга {\displaystyle (7,\ 4)}. Сгруппируем проверочные символы следующим образом:
{\displaystyle r_{1}=i_{1}\oplus i_{2}\oplus i_{3},}
{\displaystyle r_{2}=i_{2}\oplus i_{3}\oplus i_{4},}
{\displaystyle r_{3}=i_{1}\oplus i_{2}\oplus i_{4}.}
Получение кодового слова выглядит следующим образом:
{\displaystyle {\begin{pmatrix}i_{1}&i_{2}&i_{3}&i_{4}&\\\end{pmatrix}}}{\displaystyle {\begin{pmatrix}1&0&0&0&1&0&1\\0&1&0&0&1&1&1\\0&0&1&0&1&1&0\\0&0&0&1&0&1&1\\\end{pmatrix}}} = {\displaystyle {\begin{pmatrix}i_{1}&i_{2}&i_{3}&i_{4}&r_{1}&r_{2}&r_{3}\\\end{pmatrix}}}.
На вход декодера поступает кодовое слово
{\displaystyle V=(i_{1}',\ i_{2}',\ i_{3}',\ i_{4}',\ r_{1}',\ r_{2}',\ r_{3}')}, где штрихом помечены символы, которые могут исказиться в результате действия помехи. В декодере в режиме исправления ошибок строится последовательность синдромов:
{\displaystyle S_{1}=r_{1}\oplus i_{1}\oplus i_{2}\oplus i_{3},}
{\displaystyle S_{2}=r_{2}\oplus i_{2}\oplus i_{3}\oplus i_{4},}
{\displaystyle S_{3}=r_{3}\oplus i_{1}\oplus i_{2}\oplus i_{4}.}
{\displaystyle S=(S_{1},\ S_{2},\ S_{3})} называется синдромом последовательности.
Получение синдрома выглядит следующим образом:
{\displaystyle {\begin{pmatrix}i_{1}&i_{2}&i_{3}&i_{4}&r_{1}&r_{2}&r_{3}\\\end{pmatrix}}}{\displaystyle {\begin{pmatrix}1&0&1\\1&1&1\\1&1&0\\0&1&1\\1&0&0\\0&1&0\\0&0&1\\\end{pmatrix}}} = {\displaystyle {\begin{pmatrix}S_{1}&S_{2}&S_{3}\\\end{pmatrix}}}.
| {\displaystyle i_{1}} | {\displaystyle i_{2}} | {\displaystyle i_{3}} | {\displaystyle i_{4}} | {\displaystyle r_{1}} | {\displaystyle r_{2}} | {\displaystyle r_{3}} | {\displaystyle i_{1}} | {\displaystyle i_{2}} | {\displaystyle i_{3}} | {\displaystyle i_{4}} | {\displaystyle r_{1}} | {\displaystyle r_{2}} | {\displaystyle r_{3}} |
| 0                     | 0                     | 0                     | 0                     | 0                     | 0                     | 0                     | 1                     | 0                     | 0                     | 0                     | 1                     | 0                     | 1                     |
| 0                     | 0                     | 0                     | 1                     | 0                     | 1                     | 1                     | 1                     | 0                     | 0                     | 1                     | 1                     | 1                     | 0                     |
| 0                     | 0                     | 1                     | 0                     | 1                     | 1                     | 0                     | 1                     | 0                     | 1                     | 0                     | 0                     | 1                     | 1                     |
| 0                     | 0                     | 1                     | 1                     | 1                     | 0                     | 1                     | 1                     | 0                     | 1                     | 1                     | 0                     | 0                     | 0                     |
| 0                     | 1                     | 0                     | 0                     | 1                     | 1                     | 1                     | 1                     | 1                     | 0                     | 0                     | 0                     | 1                     | 0                     |
| 0                     | 1                     | 0                     | 1                     | 1                     | 0                     | 0                     | 1                     | 1                     | 0                     | 1                     | 0                     | 0                     | 1                     |
| 0                     | 1                     | 1                     | 0                     | 0                     | 0                     | 1                     | 1                     | 1                     | 1                     | 0                     | 1                     | 0                     | 0                     |
| 0                     | 1                     | 1                     | 1                     | 0                     | 1                     | 0                     | 1                     | 1                     | 1                     | 1                     | 1                     | 1                     | 1                     |

Кодовые слова {\displaystyle (7,\ 4)} кода Хэмминга приведены в таблице.
Синдром {\displaystyle (0,0,0)} указывает на то, что в последовательности нет искажений. Каждому ненулевому синдрому соответствует определённая конфигурация ошибок, которая исправляется на этапе декодирования.
| Синдром             | 001                   | 010                   | 011                   | 100                   | 101                   | 110                   | 111                   |
| Конфигурация ошибок | 0000001               | 0000010               | 0001000               | 0000100               | 1000000               | 0010000               | 0100000               |
| Ошибка в символе    | {\displaystyle r_{3}} | {\displaystyle r_{2}} | {\displaystyle i_{4}} | {\displaystyle r_{1}} | {\displaystyle i_{1}} | {\displaystyle i_{3}} | {\displaystyle i_{2}} |

Для кода {\displaystyle (7,4)} в таблице справа указаны ненулевые синдромы и соответствующие им конфигурации ошибок (для вида: {\displaystyle i_{1}} {\displaystyle i_{2}} {\displaystyle i_{3}} {\displaystyle i_{4}} {\displaystyle r_{1}} {\displaystyle r_{2}} {\displaystyle r_{3}}).

## Алгоритм кодирования
Предположим, что нужно сгенерировать код Хэмминга для некоторого информационного кодового слова. В качестве примера возьмём 15-битовое кодовое слово {\displaystyle x_{1}\dots \ x_{15}}, хотя алгоритм пригоден для кодовых слов любой длины. В приведённой ниже таблице в первой строке даны номера позиций в кодовом слове, во второй — условное обозначение битов, в третьей — значения битов.
| 1  | 2  | 3  | 4  | 5  | 6  | 7  | 8  | 9  | 10  | 11  | 12  | 13  | 14  | 15  |
| x1 | x2 | x3 | x4 | x5 | x6 | x7 | x8 | x9 | x10 | x11 | x12 | x13 | x14 | x15 |
| -- | -- | -- | -- | -- | -- | -- | -- | -- | --- | --- | --- | --- | --- | --- |
| 1  | 0  | 0  | 1  | 0  | 0  | 1  | 0  | 1  | 1   | 1   | 0   | 0   | 0   | 1   |

Вставим в информационное слово контрольные биты {\displaystyle r_{0}\dots \ r_{4}} таким образом, чтобы номера их позиций представляли собой целые степени двойки: 1, 2, 4, 8, 16… Получим 20-разрядное слово с 15 информационными и 5 контрольными битами. Первоначально контрольные биты устанавливаем равными нулю. На рисунке контрольные биты выделены розовым цветом.
| 1  | 2  | 3  | 4  | 5  | 6  | 7  | 8  | 9  | 10 | 11 | 12 | 13 | 14  | 15  | 16 | 17  | 18  | 19  | 20  |
| r0 | r1 | x1 | r2 | x2 | x3 | x4 | r3 | x5 | x6 | x7 | x8 | x9 | x10 | x11 | r4 | x12 | x13 | x14 | x15 |
| -- | -- | -- | -- | -- | -- | -- | -- | -- | -- | -- | -- | -- | --- | --- | -- | --- | --- | --- | --- |
| 0  | 0  | 1  | 0  | 0  | 0  | 1  | 0  | 0  | 0  | 1  | 0  | 1  | 1   | 1   | 0  | 0   | 0   | 0   | 1   |

В общем случае количество контрольных бит в кодовом слове равно двоичному логарифму числа, на единицу большего, чем количество бит кодового слова (включая контрольные биты); логарифм округляется в большую сторону. Например, информационное слово длиной 1 бит требует двух контрольных разрядов, 2-, 3- или 4-битовое информационное слово — трёх, 5…11-битовое — четырёх, 12…26-битовое — пяти и т. д.
Добавим к таблице 5 строк (по количеству контрольных битов), в которые поместим матрицу преобразования. Каждая строка будет соответствовать одному контрольному биту (нулевой контрольный бит — верхняя строка, четвёртый — нижняя), каждый столбец — одному биту кодируемого слова. В каждом столбце матрицы преобразования поместим двоичный номер этого столбца, причём порядок следования битов будет обратный — младший бит расположим в верхней строке, старший — в нижней. Например, в третьем столбце матрицы будут стоять числа 11000, что соответствует двоичной записи числа три: 00011.
| 0 | 0 | 1 | 0 | 0 | 0 | 1 | 0 | 0 | 0 | 1 | 0 | 1 | 1 | 1 | 0 | 0 | 0 | 0 | 1 |    |  |
| 1 | 0 | 1 | 0 | 1 | 0 | 1 | 0 | 1 | 0 | 1 | 0 | 1 | 0 | 1 | 0 | 1 | 0 | 1 | 0 | r0 |  |
| 0 | 1 | 1 | 0 | 0 | 1 | 1 | 0 | 0 | 1 | 1 | 0 | 0 | 1 | 1 | 0 | 0 | 1 | 1 | 0 | r1 |  |
| 0 | 0 | 0 | 1 | 1 | 1 | 1 | 0 | 0 | 0 | 0 | 1 | 1 | 1 | 1 | 0 | 0 | 0 | 0 | 1 | r2 |  |
| 0 | 0 | 0 | 0 | 0 | 0 | 0 | 1 | 1 | 1 | 1 | 1 | 1 | 1 | 1 | 0 | 0 | 0 | 0 | 0 | r3 |  |
| 0 | 0 | 0 | 0 | 0 | 0 | 0 | 0 | 0 | 0 | 0 | 0 | 0 | 0 | 0 | 1 | 1 | 1 | 1 | 1 | r4 |  |

В правой части таблицы оставили пустым один столбец, в который поместим результаты вычислений контрольных битов. Вычисление контрольных битов производим следующим образом: берём одну из строк матрицы преобразования (например, {\displaystyle r_{0}}) и находим её скалярное произведение с кодовым словом, то есть перемножаем соответствующие биты обеих строк и находим сумму произведений. Если сумма получилась больше единицы, находим остаток от его деления на 2. Иными словами, мы подсчитываем, сколько раз в кодовом слове и соответствующей строке матрицы в одинаковых позициях стоят единицы, и берём это число по модулю 2.
Если описывать этот процесс в терминах матричной алгебры, то операция представляет собой перемножение матрицы преобразования на матрицу-столбец кодового слова, в результате чего получается матрица-столбец контрольных разрядов, которые нужно взять по модулю 2.
Например, для строки {\displaystyle r_{0}}:
{\displaystyle r_{0}} = (1·0+0·0+1·1+0·0+1·0+0·0+1·1+0·0+1·0+0·0+1·1+0·0+1·1+0·1+1·1+0·0+1·0+0·0+1·0+0·1) mod 2 = 5 mod 2 = 1.
Полученные контрольные биты вставляем в кодовое слово вместо стоявших там ранее нулей. По аналогии находим проверочные биты в остальных строках. Кодирование по Хэммингу завершено. Полученное кодовое слово — 11110010001011110001.
| 1 | 1 | 1 | 1 | 0 | 0 | 1 | 0 | 0 | 0 | 1 | 0 | 1 | 1 | 1 | 1 | 0 | 0 | 0 | 1 |    |   |
| 1 | 0 | 1 | 0 | 1 | 0 | 1 | 0 | 1 | 0 | 1 | 0 | 1 | 0 | 1 | 0 | 1 | 0 | 1 | 0 | r0 | 1 |
| 0 | 1 | 1 | 0 | 0 | 1 | 1 | 0 | 0 | 1 | 1 | 0 | 0 | 1 | 1 | 0 | 0 | 1 | 1 | 0 | r1 | 1 |
| 0 | 0 | 0 | 1 | 1 | 1 | 1 | 0 | 0 | 0 | 0 | 1 | 1 | 1 | 1 | 0 | 0 | 0 | 0 | 1 | r2 | 1 |
| 0 | 0 | 0 | 0 | 0 | 0 | 0 | 1 | 1 | 1 | 1 | 1 | 1 | 1 | 1 | 0 | 0 | 0 | 0 | 0 | r3 | 0 |
| 0 | 0 | 0 | 0 | 0 | 0 | 0 | 0 | 0 | 0 | 0 | 0 | 0 | 0 | 0 | 1 | 1 | 1 | 1 | 1 | r4 | 1 |

## Алгоритм декодирования
Алгоритм декодирования по Хэммингу абсолютно идентичен алгоритму кодирования. Матрица преобразования соответствующей размерности умножается на матрицу-столбец кодового слова, и каждый элемент полученной матрицы-столбца берётся по модулю 2. Полученная матрица-столбец получила название «матрица синдромов». Легко проверить, что кодовое слово, сформированное в соответствии с алгоритмом, описанным в предыдущем разделе, всегда даёт нулевую матрицу синдромов.
Матрица синдромов становится ненулевой, если в результате ошибки (например, при передаче слова по линии связи с шумами) один из битов исходного слова изменил своё значение. Предположим для примера, что в кодовом слове, полученном в предыдущем разделе, шестой бит изменил своё значение с нуля на единицу (на рисунке обозначено красным цветом). Тогда получим следующую матрицу синдромов.
| 1 | 1 | 1 | 1 | 0 | 1 | 1 | 0 | 0 | 0 | 1 | 0 | 1 | 1 | 1 | 1 | 0 | 0 | 0 | 1 |    |   |
| 1 | 0 | 1 | 0 | 1 | 0 | 1 | 0 | 1 | 0 | 1 | 0 | 1 | 0 | 1 | 0 | 1 | 0 | 1 | 0 | s0 | 0 |
| 0 | 1 | 1 | 0 | 0 | 1 | 1 | 0 | 0 | 1 | 1 | 0 | 0 | 1 | 1 | 0 | 0 | 1 | 1 | 0 | s1 | 1 |
| 0 | 0 | 0 | 1 | 1 | 1 | 1 | 0 | 0 | 0 | 0 | 1 | 1 | 1 | 1 | 0 | 0 | 0 | 0 | 1 | s2 | 1 |
| 0 | 0 | 0 | 0 | 0 | 0 | 0 | 1 | 1 | 1 | 1 | 1 | 1 | 1 | 1 | 0 | 0 | 0 | 0 | 0 | s3 | 0 |
| 0 | 0 | 0 | 0 | 0 | 0 | 0 | 0 | 0 | 0 | 0 | 0 | 0 | 0 | 0 | 1 | 1 | 1 | 1 | 1 | s4 | 0 |

Заметим, что при однократной ошибке матрица синдромов всегда представляет собой двоичную запись (младший разряд в верхней строке) номера позиции, в которой произошла ошибка. В приведённом примере матрица синдромов (01100) соответствует двоичному числу 00110 или десятичному 6, откуда следует, что ошибка произошла в шестом бите.

## Применение
Код Хэмминга используется:
- в некоторых прикладных программах в области хранения данных;
- при построении дисковых массивов RAID 2;
- в памяти типа ECC и позволяет «на лету» исправлять однократные и обнаруживать двукратные ошибки.